# マジカル・モンタージュ・カムパニー
『マジカル・モンタージュ・カムパニー』は、酒井法子の9枚目のオリジナル・アルバム。1991年7月21日発売。

## 概要
当時活動していた数々のロック・ミュージシャンに楽曲提供を依頼した作品。

## 収録曲
1. おとぎ話のシンデレラ
作詞・作曲:破矢ジンタ
編曲:破矢ジンタ・北岡敦
2. 悲観の国からこんにちわ
作詞・作曲:大木知之
編曲:大木プロジェクト
3. かくしゴトをしよう
作詞・作曲:大木知之
編曲:大木プロジェクト
4. 風邪
作詞・作曲・編曲:阿部義晴
5. モンタージュ
作詞:森雪之丞
作曲・編曲:土橋安騎夫
18thシングル。
6. こんな事でも言ってみようかな
作詞・作曲・編曲:阿部義晴
7. 昨日の今日なのに
作詞・作曲:大木知之
編曲:大木プロジェクト
8. あかんべ
作詞・作曲:近藤敦
編曲:棚橋信仁
9. やあね II
作詞・作曲・編曲:破矢ジンタ
10. あなたに天使が見える時
作詞:森雪之丞
作曲・編曲:土橋安騎夫
17thシングル。
11. air 〜Salad Days
作詞・作曲:近藤敦
編曲:棚橋信仁